# Len Hurst
Leonard (Len) Hurst (Kent, 28 december 1871 – 22 november 1937) was een sterke Britse langeafstandsloper en ultra-atleet.

## Loopbaan
Hurst won op vijftienjarige leeftijd 10 pond op zijn eerste professionele wedstrijd (6 km). Aan het begin van zijn sportcarrière liep hij korte afstanden en in 1893 maakte hij de overstap naar langere afstanden. Zo liep hij een wedstrijd over 294,6 km, die 4 dagen duurde (7,5 uur per dag).
In 1896 won Hurst de voorloper van de marathon van Parijs (40 km van Parijs naar Conflans-Sainte-Honorine). Deze afstand was korter dan de marathon van tegenwoordig, maar 40 km omdat ook de olympische marathons in 1896 en 1900 zo lang waren geweest. Hij finishte in 2:31.30 en was hiermee ruim 27 minuten sneller dan olympisch kampioen Spiridon Louis. Omgerekend liep Hurst hiermee een wereldrecord op de marathon (het record in 1896 was 2:58.50), maar omdat deze afstand korter was dan de officiële marathon nu, is zijn record nooit erkend. Met zijn overwinning won hij 200 Franse francs. Hij won deze race daarna nog tweemaal, waarbij hij zijn beste tijd in 1900 liep van 2:26.48. Een maand later liep hij 50 km in 3:36.45.
In 1903 deed hij samen met 90 hardlopers mee aan een ultraloop van Londen naar Brighton. Len Hurst won deze race over ca. 85 km met een finishtijd van 6:32.34 en had een voorsprong van 40 minuten op de nummer twee. Sinds 1903 wordt aan de winnaar van deze wedstrijd een prijs in de vorm van een gordel, vernoemd naar Len Hurst, uitgereikt.
Zijn trainingsdag bestond uit 6 à 7 uur wandelen en 10–30 km hardlopen. Hij zette in 1908 een punt achter zijn sportcarrière en stierf in 1937 op 66-jarige leeftijd aan de leveraandoening Levercirrose.